# بخش ترنگولسکی
بخش ترنگولسکی (به لاتین: Terengulsky District) یک منطقهٔ مسکونی در روسیه است که در استان اولیانوفسک واقع شده‌است.